# Discografia de Taeyang
A discografia de Taeyang, um cantor e compositor sul-coreano, é composta por quatro álbuns de estúdio, um extended play (EP) e catorze singles (incluindo dois promocionais). Em 2006, Taeyang estreou como integrante do grupo masculino Big Bang, seu primeiro single solo de nome "My Girl", foi incluído no primeiro álbum de estúdio do grupo lançado no mesmo ano.
Sua estreia como solista ocorreu em 2008, através do EP Hot, que produziu os singles "Prayer" e "Only Look at Me". Posteriormente, seu primeiro álbum de estúdio, Solar, lançado em 2010, tornou-se o primeiro álbum de um artista asiático a ingressar no iTunes Top Albums dos Estados Unidos, além de ter alcançado o primeiro lugar na parada sul-coreana Gaon Album Chart. Quatro anos depois Taeyang lançou Rise (2014), seu segundo álbum de estúdio, que tornou-se o álbum melhor posicionado de um artista solo de K-pop na parada estadunidense Billboard 200. Adicionalmente, o single "Eyes, Nose, Lips" retirado de Rise, alcançou o topo das paradas da Gaon e Billboard K-pop Hot 100 na Coreia do Sul. No mesmo ano, Taeyang lançou seu álbum de estreia japonês que atingiu a segunda posição na Oricon Albums Chart e o single de colaboração "Good Boy", que lhe rendeu seu primeiro número um na Billboard World Digital Songs.  
Após uma pausa de três anos para dedicar-se as atividades promocionais do Big Bang, Taeyang lançou seu terceiro álbum de estúdio intitulado White Night (2017), tornando-o segundo artista solo coreano a manter seu álbum em número um por duas semanas consecutivas na Billboard World Albums.

## Álbuns

### Álbuns de estúdio
| Solar - Lançamento: 1 de julho de 2010 - Gravadora: YG Entertainment - Formatos: CD, download digital         | 1 | —  | —   | — | —  | 14 | — | — | - : 105,000 mil                                              |
| Rise - Lançamento: 3 de junho de 2014 - Gravadora: YG Entertainment - Formatos: CD, download digital, vinil   | 1 | —  | 112 | 1 | 20 | 1  | — | — | - : 64,586 mil - : 3,000 mil - Vinil limitado a 2 mil cópias |
| White Night - Lançamento: 16 de agosto de 2017 - Gravadora: YG Entertainment - Formatos: CD, download digital | 3 | 33 | —   | 5 | 12 | 1  | 8 | 7 | - : 57,185 mil - : 177,101 mil - : 14,642 mil - : 3,000 mil  |
| Japonês |   |    |     |   |    |    |   |   |                                                              |
| Rise [+ Solar & Hot] - Lançamento: 13 de agosto de 2014 - Gravadora: YGEX - Formato: CD, download digital     | — | —  | —   | — | —  | —  | 2 | — | - : 67,832 mil                                               |
| "—" indica lançamentos que não figuraram nas paradas ou não foram lançados nessa região.                      |   |    |     |   |    |    |   |   |                                                              |

### Extended plays(EPs)
| Título                                                                                              | Melhores posições | Vendas         |
| Título                                                                                              | COR               | Vendas         |
| --------------------------------------------------------------------------------------------------- | ----------------- | -------------- |
| Hot - Lançamento: 22 de maio de 2008 - Gravadora: YG Entertainment - Formatos: CD, download digital | 1                 | - : 58,209 mil |

## Singles

### Como artista principal
| Ano | Título                                         | Melhores posições | Melhores posições | Melhores posições | Melhores posições | Vendas                | Álbum                     |
| Ano | Título                                         | COR               | COR               | JAP               | EUA               | Vendas                | Álbum                     |
| Ano | Título                                         | Gaon              | Hot 100           | Hot 100           | World             | Vendas                | Álbum                     |
| --- | ---------------------------------------------- | ----------------- | ----------------- | ----------------- | ----------------- | --------------------- | ------------------------- |
| 2006 | "My Girl"                                      | *                 | *                 | —                 | —                 | —                     | Big Bang Vol.1-Since 2007 |
| 2008 | "Only Look at Me"                              | *                 | *                 | —                 | —                 | —                     | Hot                       |
| 2008 | "Prayer" (com participação de Teddy Park)      | *                 | *                 | —                 | —                 | —                     | Hot                       |
| 2009 | "Where U At"                                   | *                 | *                 | —                 | —                 | - : 1,054,074 milhão  | Solar                     |
| 2009 | "Wedding Dress"                                | *                 | *                 | —                 | 3                 | - : 2,020,000 milhões | Solar                     |
| 2010 | "I Need a Girl" (com participação de G-Dragon) | 4                 | *                 | —                 | 17                | - : 1,876,167 milhão  | Solar                     |
| 2010 | "I'll Be There"                                | 16                | *                 | —                 | —                 | - : 1,144,411 milhão  | Solar International       |
| 2013 | "Ringa Linga"                                  | 6                 | 9                 | 83                | 2                 | - : 704,187 mil       | Rise                      |
| 2014 | "Eyes, Nose, Lips"                             | 1                 | 1                 | —                 | 3                 | - : 2,500,000 milhões | Rise                      |
| 2014 | "1AM"                                          | 11                | 6                 | —                 | 10                | - : 372,923 mil       | Rise                      |
| 2014 | "Good Boy" (GD X TAEYANG)                      | 5                 | *                 | 45                | 1                 | - : 1,260,683         | Single sem álbum          |
| 2017 | "Darling"                                      | 9                 | 20                | —                 | —                 | - : 255,812 mil       | White Night               |
| 2017 | "Wake Me Up"                                   | 20                | 29                | —                 | 5                 | - : 129,032 mil       | White Night               |
| "—" indica lançamentos que não figuraram nas paradas ou não foram lançados nessa região. "*" indica que a parada não existia na época de lançamento da canção. |                                                |                   |                   |                   |                   |                       |                           |

### Singlespromocionais
| Ano                                                                                      | Título    | Melhores posições | Álbum                         |
| Ano                                                                                      | Título    | COR               | Álbum                         |
| ---------------------------------------------------------------------------------------- | --------- | ----------------- | ----------------------------- |
| 2017                                                                                     | "So Good" | —                 | White Night (versão japonesa) |
| 2018                                                                                     | "Louder"  | —                 | Single sem álbum              |
| "—" indica lançamentos que não figuraram nas paradas ou não foram lançados nessa região. |           |                   |                               |

### Singlesem colaboração
| Ano                                                                                      | Título                              | Melhores posições | Melhores posições | Vendas               | Álbum            |
| Ano                                                                                      | Título                              | COR               | EUA World         | Vendas               | Álbum            |
| ---------------------------------------------------------------------------------------- | ----------------------------------- | ----------------- | ----------------- | -------------------- | ---------------- |
| 2014                                                                                     | "Good Boy" (GD X Taeyang)           | 1                 | 1                 | - : 1,208,545 milhão | Single sem álbum |
| 2015                                                                                     | "Mapsosa" (com G-Dragon & Kwanghee) | 2                 | 10                | - : 1,132,885 milhão | Single sem álbum |
| "—" indica lançamentos que não figuraram nas paradas ou não foram lançados nessa região. |                                     |                   |                   |                      |                  |

### Como artista convidado
| Ano | Título                                                                    | Melhores posições | Melhores posições | Melhores posições | Vendas               | Álbum                            |
| Ano | Título                                                                    | COR               | EUA World         | JAP               | Vendas               | Álbum                            |
| --- | ------------------------------------------------------------------------- | ----------------- | ----------------- | ----------------- | -------------------- | -------------------------------- |
| 2002 | "Everybody Get Down" (SWI.T com participação de Taeyang)                  | *                 | —                 | —                 | -                    | Song Will Tell                   |
| 2003 | "Player" (Wheesung com participação de Taeyang)                           | *                 | —                 | —                 | -                    | It's Real                        |
| 2006 | "Run" (Seven com participação de Taeyang)                                 | *                 | —                 | —                 | -                    | 24/7                             |
| 2006 | "Give Me Permission" (Seven com participação de Taeyang)                  | *                 | —                 | —                 | -                    | Se7olution                       |
| 2007 | "Get Up" (Lexy com participação de Taeyang)                               | *                 | —                 | —                 | -                    | Rush                             |
| 2007 | "Rush" (Lexy com participação de Taeyang)                                 | *                 | —                 | —                 | -                    | Rush                             |
| 2007 | "Super Fly" (Lexy com participação de Taeyang, G-Dragon e T.O.P)          | *                 | —                 | —                 | -                    | Rush                             |
| 2007 | "Should Have Loved You Less" (Kim Johan com participação de Taeyang)      | *                 | —                 | —                 | -                    | Soul Family with Jo Han          |
| 2008 | "Real Talk" (YMGA com participação de Taeyang)                            | *                 | —                 | —                 | -                    | Made in ROK                      |
| 2010 | "Fall in Love" (Thelma Aoyama com participação de Taeyang)                | —                 | —                 | 4                 | - : 44,000 mil       | Love! 2 – Thelma Best Collection |
| 2011 | "By Instinct Remix" (Swings com participação de Taeyang e Yoon Jong Shin) | —                 | —                 | —                 | -                    | -                                |
| 2011 | "Tomorrow" (Tablo com participação de Taeyang)                            | 5                 | —                 | —                 | - : 1,477,349 milhão | Fever's End Part 2               |
| 2013 | "Let's Talk About Love" (Seungri com participação de G-Dragon e Taeyang)  | 15                | 9                 | —                 | - : 121,416 mil      | Let's Talk About Love            |
| 2014 | "Go Crazy" (M-Flo com participação de Taeyang)                            | —                 | —                 | —                 | -                    | Future Is Wow                    |
| 2014 | "Rich" (Epik High com participação de Taeyang)                            | 7                 | —                 | —                 | - : 311,651 mil      | Shoebox                          |
| 2015 | "Fear" (Song Minho com participação de Taeyang)                           | 3                 | 9                 | —                 | - : 1,049,930 milhão | Single sem álbum                 |
| 2017 | "Love" (Psy com participação de Taeyang)                                  | 12                | —                 | —                 | - : 182,345 mil      | 4X2=8                            |
| 2017 | "Warigari" (Peejay com participação de Kush e Taeyang)                    | —                 | —                 | —                 | -                    | Walkin' Vol. 2                   |
| "—" indica lançamentos que não figuraram nas paradas ou não foram lançados nessa região. "*" indica que a parada de referência não existia na época de lançamento da canção. |                                                                           |                   |                   |                   |                      |                                  |

### Trilhas Sonoras
| Ano  | Título   | Artista         | Álbum                    |
| ---- | -------- | --------------- | ------------------------ |
| 2009 | "Friend" | Dueto com T.O.P | 'Friend, Our Legend OST' |

### Outras canções que entraram nas paradas musicais
| Ano | Título                               | Melhores posições | Melhores posições | Melhores posições | Vendas          | Álbum       |
| Ano | Título                               | COR               | COR               | EUA               | Vendas          | Álbum       |
| Ano | Título                               | Gaon              | Hot 100           | World             | Vendas          | Álbum       |
| --- | ------------------------------------ | ----------------- | ----------------- | ----------------- | --------------- | ----------- |
| 2010 | "Just a Feeling"                     | 50                | *                 | —                 | -               | Solar       |
| 2010 | "You're My"                          | 52                | *                 | —                 | -               | Solar       |
| 2010 | "Superstar"                          | 58                | *                 | —                 | -               | Solar       |
| 2010 | "After You Fall Asleep"              | 68                | *                 | —                 | -               | Solar       |
| 2010 | "Move"                               | 80                | *                 | —                 | -               | Solar       |
| 2010 | "Break Down"                         | 86                | *                 | —                 | -               | Solar       |
| 2010 | "Take it Slow"                       | 91                | *                 | —                 | -               | Solar       |
| 2014 | "Stay With Me"                       | 7                 | 4                 | 4                 | - : 389,779 mil | Rise        |
| 2014 | "This Aint İt"                       | 19                | 12                | —                 | - : 178,448 mil | Rise        |
| 2014 | "Body"                               | 20                | 14                | 22                | - : 177,810 mil | Rise        |
| 2014 | "Let Go"                             | 21                | 15                | —                 | - : 165,547 mil | Rise        |
| 2014 | "Love You To Death"                  | 22                | 16                | 12                | - : 141,097mil  | Rise        |
| 2014 | "İntro"                              | 49                | —                 | —                 | - : 54,727 mil  | Rise        |
| 2017 | "Tonight" (com participação de Zico) | 45                | *                 | —                 | - : 37,840 mil  | White Night |
| 2017 | "Empty Road"                         | 65                | *                 | —                 | - : 33,125 mil  | White Night |
| 2017 | "White Night"                        | 67                | *                 | —                 | - : 31,235 mil  | White Night |
| 2017 | "Ride"                               | 80                | *                 | —                 | - : 27,368 mil  | White Night |
| 2017 | "Naked"                              | 86                | *                 | —                 | - : 26,830 mil  | White Night |
| 2017 | "Amazin'"                            | 87                | *                 | —                 | - : 26,466 mil  | White Night |
| "—" indica lançamentos que não figuraram nas paradas ou não foram lançados nessa região. "*" indica que a parada não existia na época de lançamento da canção. |                                      |                   |                   |                   |                 |             |